# Kévin Monnet-Paquet
Pour les articles homonymes, voir Paquet.
Kévin Monnet-Paquet, né le 19 août 1988 à Bourgoin-Jallieu, est un footballeur français évoluant au poste d'attaquant.

## Carrière

### En club

#### Formation et débuts à Lens
Monnet-Paquet est détecté en première instance par Christopher, alors recruteur au RC Lens, qui sera par la suite son agent et ami. Monnet-Paquet est formé au RC Lens et fait ses débuts en Ligue 1 le 19 août 2006 en entrant à la 78e minute contre Lorient, remplaçant Jonathan Lacourt. Kévin Monnet-Paquet, de son surnom « KMP », participe au championnat d'Europe des moins de 19 ans en Autriche ; il s'y révèle en terminant meilleur buteur de la compétition. Il s'y fait notamment remarquer grâce à un triplé inscrit lors du premier match de la France contre la Serbie (victoire 5-2).
À la fin de l'été 2007, il refuse d'être prêté à Boulogne sur Mer (Ligue 2) car il espère pouvoir progressivement s'imposer dans les plans de son entraîneur au Racing Club de Lens.
Il marque son premier but en Ligue 1 lors du derby face à Valenciennes FC, le 23 janvier 2008. Ce but lui offre plus de temps de jeu jusqu'à la fin de saison mais son apport n'est pas suffisant pour aider son club à se maintenir en première division. Il débute ainsi la saison 2008-2009 en seconde division et s'y montre prometteur en inscrivant quelques buts précieux.
À l'intersaison, ses prestations récentes poussent certains clubs à s'intéresser à lui mais son club formateur espère pouvoir le garder dans son effectif pour qu'il participe activement à la remontée, la plus rapide soit-elle. Après la proposition du Mans visant à enrôler le jeune lensois, le président Martel lui aurait formulé une proposition pour prolonger son contrat. Le 26 septembre, Monnet-Paquet signe à un an de la fin de son contrat pour quatre années supplémentaires, prolongeant son contrat jusqu'en 2013. Rapidement, et grâce à la confiance donnée par le nouvel entraîneur Jean-Guy Wallemme, Monnet-Paquet devient le meilleur buteur du club.
À l'hiver 2009, il est donc fort logiquement convoité par plusieurs clubs français et européens. La Fiorentina se serait même positionnée sur le joueur.

#### Confirmation à Lorient
Le 30 août 2010, il est prêté avec option d'achat au FC Lorient. Bien que les conditions ne soient pas très claires (prêt avec option d'achat automatique, officiel en cas de maintien, option d'achat habituelle...) et que rien ne montre que le club morbihannais ait levé cette option d'achat à la fin de la saison, Loïc Féry annonce qu'il compte sur lui pour la saison 2011-2012. Il devient incontournable à Lorient sur le flanc gauche, disputant 137 matchs de Ligue 1 lors de ses quatre saisons au club.

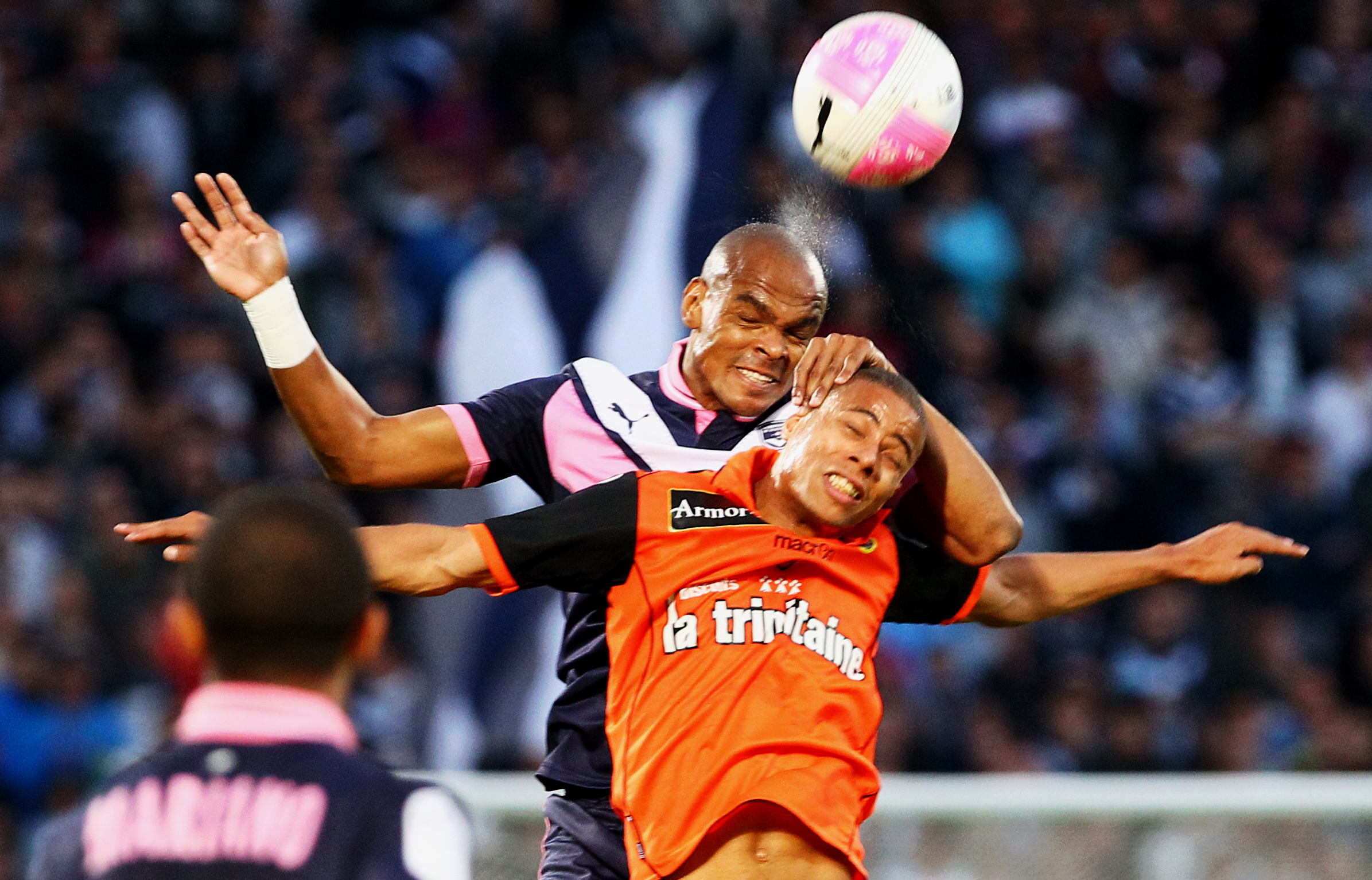
Au duel lors d'un match contre Bordeaux en 2012

#### Découverte de l'Europe et longévité à Saint-Étienne
Le 23 juin 2014, il quitte le FC Lorient et signe en faveur de l'AS Saint-Étienne pour une durée de quatre ans. Le 17 août 2014, pour son premier match officiel sous ses nouvelles couleurs, il trouve le chemin des filets contre le Stade de Reims (2e journée, victoire 3-1). Le 28 août 2014, il inscrit son premier but en compétition européenne face au Karabükspor lors des barrages de la Ligue Europa. Après une défaite 1-0 à l'aller, cette réalisation permet aux Stéphanois de revenir à 1-1 sur les deux rencontres et de se qualifier aux tirs au but pour la phase de groupes.
Le 21 septembre, lors de la 6e journée, il entre en jeu et dispute son 200e match au sein de l'élite du football français face à son club formateur, le RC Lens. Le 21 janvier 2015, lors des seizièmes de finale de la Coupe de France contre le Tours Football Club, il est l'auteur d'un doublé qui permet à l'AS Saint-Étienne de se qualifier au terme d'un match prolifique (victoire 3-5 après prolongations). Il termine sa première saison dans le Forez avec 30 apparitions en championnat, dont 18 titularisations, 2 buts inscrits et une passe décisive délivrée. En coupe d'Europe, il participe à cinq des six rencontres de la phase de groupes qui voit l'ASSE terminer dernière de sa poule.
Le 1er octobre 2015, il marque son premier but de la saison 2015-2016 à l'occasion d'un match de Ligue Europa face à la Lazio Rome (défaite 3-2). Il récidive deux semaines plus tard face au Gazélec Ajaccio en Ligue 1 (10e journée, victoire 2-0). Son exercice 2015-2016 est du même acabit que le précédent, prenant part à 31 rencontres de championnat dont 25 titularisations pour 2 buts inscrits et 2 passes décisives délivrées. En Ligue Europa, le club stéphanois passe cette fois la phase de groupes mais est éliminé par le FC Bâle lors des seizièmes de finale. Buteur lors du match aller à domicile (victoire 3-2), l'équipe s'incline en Suisse (défaite 2-1).
Statistiquement, il réalise sa meilleure saison lors du cru 2016-2017, apparaissant à 34 reprises en championnat, pour 27 titularisations, 4 buts inscrits et 4 passes décisives données. En Ligue Europa, l'équipe atteint de nouveau les seizièmes de finale où elle est éliminée par Manchester United.
Lors de la saison 2017-2018, il dispute 30 matchs, dont 21 en tant que titulaire. Le 11 juillet 2018, il prolonge son aventure au sein du club stéphanois pour une durée de trois ans, jusqu'en juin 2021. En février 2019, victime d'une rupture du ligament croisé antérieur du genou gauche face au Paris Saint-Germain, il doit mettre fin à sa saison lors de la 25e journée de championnat. Il manque la totalité de la saison 2019-2020 à cause de cette blessure.
Il fait son retour à la compétition le 30 août 2020 face à Lorient (2e journée, victoire 2-0). Tardant à retrouver du rythme et du volume de jeu, il n'entre pas dans les plans de Claude Puel, ne connaissant que sept apparitions sur la phase aller, dont quatre titularisations,. Son sort n'évolue pas sur la phase retour, élément de complément, il participe à neuf rencontres de championnat dont trois titularisations. Le 8 février 2021, il dispute contre Metz (24e journée, victoire 1-0) son 200e match toutes compétitions confondues sous le maillot stéphanois.
Claude Puel annonce le 21 mai 2021 que son contrat ainsi que celui de Mathieu Debuchy ne seront pas prolongés au terme de la saison 2020-2021.

#### Nouveau départ à Chypre
En 2021, laissé libre par l'AS Saint-Étienne, il s'engage avec l'Aris Limassol, qui lui a fait signer un contrat d'un an (plus une année en option).
Il dispute son premier match le 3 septembre 2021, titularisé contre l'AEL Limassol.
En mars 2022, il est victime d'une rupture des ligaments croisés pour la troisième fois de sa carrière, ce qui l'oblige à mettre un terme prématurément à sa saison.

### Statistiques
| Saison                | Club                  | Championnat           | Championnat | Championnat | Coupe nationale | Coupe nationale | Coupe de la Ligue | Coupe de la Ligue | Compétition(s) continentale(s) | Compétition(s) continentale(s) | Compétition(s) continentale(s) | Total | Total |
| Saison                | Club                  | Division              | M.          | B.          | M.              | B.              | M.                | B.                | Comp.                          | M.                             | B.                             | M.    | B.    |
| 2006-2007             | RC Lens               | Ligue 1               | 5           | 0           | 2               | 1               | 1                 | 0                 | C3                             | 4                              | 0                              | 12    | 1     |
| 2007-2008             | RC Lens               | Ligue 1               | 18          | 2           | 0               | 0               | 3                 | 0                 | C3                             | 1                              | 0                              | 22    | 2     |
| 2008-2009             | RC Lens               | Ligue 2               | 35          | 7           | 1               | 0               | 2                 | 0                 | -                              | -                              | -                              | 38    | 7     |
| 2009-2010             | RC Lens               | Ligue 1               | 32          | 4           | 3               | 0               | 2                 | 0                 | -                              | -                              | -                              | 37    | 4     |
| 2010-2011             | RC Lens               | Ligue 1               | 3           | 0           | -               | -               | -                 | -                 | -                              | -                              | -                              | 3     | 0     |
| Sous-total            | Sous-total            | Sous-total            | 93          | 13          | 6               | 1               | 8                 | 0                 | -                              | 5                              | 0                              | 112   | 14    |
| 2010-2011             | FC Lorient (prêt)     | Ligue 1               | 31          | 0           | 3               | 0               | 2                 | 0                 | -                              | -                              | -                              | 36    | 0     |
| 2011-2012             | FC Lorient            | Ligue 1               | 35          | 6           | 1               | 0               | 4                 | 1                 | -                              | -                              | -                              | 40    | 7     |
| 2012-2013             | FC Lorient            | Ligue 1               | 35          | 6           | 5               | 0               | 1                 | 0                 | -                              | -                              | -                              | 41    | 6     |
| 2013-2014             | FC Lorient            | Ligue 1               | 36          | 4           | 1               | 0               | 1                 | 0                 | -                              | -                              | -                              | 38    | 4     |
| Sous-total            | Sous-total            | Sous-total            | 137         | 16          | 10              | 0               | 8                 | 1                 | -                              | -                              | -                              | 155   | 17    |
| 2014-2015             | AS Saint-Étienne      | Ligue 1               | 30          | 2           | 4               | 2               | 2                 | 0                 | C3                             | 7                              | 1                              | 43    | 5     |
| 2015-2016             | AS Saint-Étienne      | Ligue 1               | 31          | 2           | 1               | 0               | 0                 | 0                 | C3                             | 11                             | 3                              | 43    | 5     |
| 2016-2017             | AS Saint-Étienne      | Ligue 1               | 34          | 4           | 2               | 0               | 1                 | 0                 | C3                             | 11                             | 1                              | 48    | 5     |
| 2017-2018             | AS Saint-Étienne      | Ligue 1               | 30          | 2           | -               | -               | 1                 | 0                 | -                              | -                              | -                              | 31    | 2     |
| Sous-total            | Sous-total            | Sous-total            | 125         | 10          | 7               | 2               | 4                 | 0                 | -                              | 29                             | 5                              | 165   | 17    |
| Total sur la carrière | Total sur la carrière | Total sur la carrière | 354         | 38          | 23              | 3               | 20                | 1                 | -                              | 34                             | 5                              | 431   | 47    |

### Équipe nationale
Après plusieurs sélections en -18 ans et en -19 ans, Kévin Monnet-Paquet fait ses débuts avec l'équipe de France espoirs le 25 mai 2008 face aux Pays-Bas, remplaçant à la 72e minute de jeu son coéquipier en club et buteur durant ce match Loïc Rémy (victoire finale 2-1).

## Palmarès

### En club
- Finaliste de la Coupe de la Ligue en 2008
- Champion de France de Ligue 2 en 2009
- Champion de Chypre en 2023
- Vainqueur de la Coupe de Chypre en 2023

### Distinctions personnelles
- Co-meilleur buteur du championnat d'Europe des moins de 19 ans en 2007 (3 buts)
- Élu meilleur joueur du derby ASSE - OL du 5 février 2017